# 第5軽歩兵旅団
第5「サン・マルシャル」軽歩兵旅団（だい5サンマルシャルけいほへいりょだん、スペイン語：Brigada de Infantería Ligera "San Marcial" V、略語：BRIL V）は、スペイン陸軍の旅団の一つ。旅団司令部はバスク州アラバ県ビトリアの北にあるアラカ軍基地（Base Militar de Araca）に所在しており、同基地には演習場も併設されている。旅団の称号はスペイン独立戦争の最終戦であるサン・マルシャルの戦い（es:Batalla de San Marcial (1813)）の勝利を記念してこの名が与えられている。

## 歴史
スペイン内戦後の第二次世界大戦間、交戦国の侵攻に備えてピレネー山脈沿い国境地帯の防衛を目的に第4および第6軍管区に2個山岳軍団、2個山岳師団の基地を置いた。第5サン・マルシャル旅団は1944年に編成されたナバラ軍団のソモシエラ師団を起源にもつ。やがて師団はワルシャワ条約機構軍の侵攻に備え自動車化された予備部隊として配備される。1965年の国防戦略の変更に伴い一般命令165/142に基づき第6地域防衛作戦旅団（BRIDOT VI）に改編される。この旅団は国境防衛、重要点防衛、核兵器に対する行動、ゲリラ戦などが任務としてあった。1985年の陸軍近代化で第52自動車化歩兵旅団（BRIMT LII）に改編される。
ベルリンの壁崩壊後、北大西洋条約機構は新たな脅威に対して備えるため新戦略概念を策定した。加盟国は緊急展開部隊のために各部隊を拠出し未知の脅威に対応しようとする。1996年には新戦略概念の影響を受けているノルテ計画により、一部の防衛部隊に機動力を付与する。第52自動車化旅団は2005年4月4日に機動歩兵旅団に改編される。その後、遠征作戦を可能とするための軽歩兵旅団に再編成されるため、2006年4月11日に第5「サン・マルシャル」軽歩兵旅団に改編される。
旅団はこれまでに多くの国際任務に参加しており、ボスニア・ヘルツェゴビナ、コソボ、イラク、バンダ・アチェ、、レバノンおよびアフガニスタンに派遣された実績がある。

## 編制
- 旅団司令部および司令部大隊　在バスク州ビトリア＝ガステイス
- 第67軽歩兵連隊「テルシオ・ビエホ・デ・シシリア」　在ギプスコア県サン・セバスティアン
  - 第67軽歩兵連隊第1大隊「レガスピ」
- 第45軽歩兵連隊「ガレリャーノ」　在ビスカヤ県ムンギア
  - 第45軽歩兵連隊第3大隊「ギプスコア」
  - 第45戦車歩兵連隊第4大隊「フランデス」
- 第5砲兵群
- 第5工兵隊
- 第5後方支援群
- 第5通信中隊